# فيزولينيتانت
فيزولينيتانت(Fezolinetant)، الذي يباع تحت الاسم التجاري فيوزا ( Veozah) ، هو دواء يستخدم لعلاج الهبات الساخنة الناتجة عن انقطاع الطمث.  على وجه التحديد يُسْتخدم للأعراض المعتدلة أو الشديدة. و يؤخذ عن طريق الفم. 
تشمل الآثار الجانبية الشائعة له: آلام البطن و الإسهال و صعوبة النوم و آلام الظهر ومشاكل الكبد.  لا ينصح باستخدامه لمن يعانون من مشاكل كبيرة في الكلى أو الكبد.  وهو مانع مستقبلات نيوروكينين 3 (NK 3 ). 
وُوفق على استخدام الفزولينتانت طبيًا في الولايات المتحدة في عام 2023.  و تبلغ تكلفته حوالي 560 دولارًا أمريكيًا شهريًا اعتبارًا من عام 2023.  كما أن الشركة المصنعة تقدمت بطلب للحصول على الموافقة لتصنيعه في أوروبا في عام 2022. 